# Брехуєшть
Брехуєшть, Брехуєшті (рум. Brehuiești) — село у повіті Ботошані в Румунії. Входить до складу комуни Вледень.
Село розташоване на відстані 364 км на північ від Бухареста, 10 км на південний захід від Ботошань, 99 км на північний захід від Ясс.

## Населення
За даними перепису населення 2002 року у селі проживали 1704 особи.
Національний склад населення села:
| Національність | Кількість осіб | Відсоток |
| -------------- | -------------- | -------- |
| румуни         | 1698           | 99,6%    |
| цигани         | 6              | 0,4%     |

Рідною мовою назвали:
| Мова      | Кількість осіб | Відсоток |
| --------- | -------------- | -------- |
| румунська | 1698           | 99,6%    |
| циганська | 6              | 0,4%     |